# ادی براون
ادی براون (انگلیسی: Eddy Brown; ۲۸ فوریهٔ ۱۹۲۶ – ۱۲ ژوئیهٔ ۲۰۱۲) بازیکن فوتبال اهل بریتانیا بود.
از باشگاه‌هایی که در آن بازی کرده‌است می‌توان به باشگاه فوتبال پرستون نورث اند، باشگاه فوتبال ساوت‌همپتون، باشگاه فوتبال کاونتری سیتی، باشگاه فوتبال بیرمنگام سیتی، و باشگاه فوتبال لیتون اورینت اشاره کرد.